# Oov Oov
Oov Oov – album zespołu Voo Voo wydany w 1998, nakładem wydawnictwa Music Corner Records.

## Recenzje płyty
Po „afrykańskim” tryptyku złożonym z płyt Łobi jabi, Zapłacono i Rapatapa-to-ja Voo Voo zaoferowało płytę wypełnioną zupełnie inną muzyką, która spotkała się ze znakomitym przyjęciem krytyków i fanów Voo Voo. Mariusz Czubaj z „XL” napisał o niej „płyta iskrzy wręcz bogactwem pomysłów: oto tekst Witkacego uzupełnia schizoidalna gitara i „techno” riff, zaś w „Dołku” pojawia się jazzowy temat” i nazwał ją „płytą roku w jego prywatnym rankingu”.
Dla Jacka Cieślaka z „Rzeczpospolitej” płyta to „błyskotliwe połączenie żywiołowości hard rocka, jazz rocka, free jazz i hip-hopu z liryzmem i poezją wysokiej próby. Niebanalnie potraktowanej przebojowości z wirtuozerią instrumentalistów oraz bogactwem muzycznych gatunków” i „bodaj najważniejsza płyta polskiego zespołu, jaka ukazała się do tej pory w mijającym roku (1998)”.
Według Roberta Leszczyńskiego z „Gazety Wyborczej” „to znakomity album (...) pierwszy od trzech lat album zespołu nie będzie bestsellerem, ale jest na pewno jednym z najważniejszych wydarzeń artystycznych roku”.
Na tle tych głosów opinia Grzegorza Brzozowicza w „Machinie” była mniej przychylna – „jest to jednak płyta nie tyle dla dorosłych, co nagrana przez Waglewskiego dla samego siebie (...) Słychać po prostu muzykę, na której Wagiel się wychował i której lubi słuchać (od elektrycznego Milesa Davisa z lat 70. po współczesne King Crimson). Skrecze są niestety tylko alibi dla dźwięków umiejscowionych daleko w przeszłości. Mimo że można pochwalić Waglewskiego za bezkompromisowość, to jednak po odkrywczym albumie Zapłacono z 1994 roku Voo Voo drepcze w miejscu”

Z całą pewnością jest to płyta, na której nauczyliśmy się grać coś nowego. Płyta, która nie odcina kuponów od poprzednich naszych albumów. Ale klimatem, zamyśleniem jest może trochę zbliżona do Sno-powiązałki. Oov Oov składa się z siedmiu części i tylko dwie z nich to piosenki. Jedną śpiewa Kasia Nosowska („Wzgórze”), druga od jakiegoś czasu funkcjonuje w radiu („Cudnie”). Reszta to długie siedmio-, dziesięciominutowe formy, całkiem fajnie rozgrywane. Wśród gości pojawia się Ziutek Gralak grający na trąbce i jeszcze mój syn skreczuje.

## Lista utworów
| 1. | „Dwa w jednym”              | 9:07  |
|    |                             |       |
| 2. | „Umpa umpa / Nuty, dźwięki” | 11:00 |
|    |                             |       |
| 3. | „Wzgórze”                   | 4:38  |
|    |                             |       |
| 4. | „Dołek”                     | 8:00  |
|    |                             |       |
| 5. | „Cudnie”                    | 4:25  |
|    |                             |       |
| 6. | „Pusz się”                  | 7:10  |
|    |                             |       |
| 7. | „Będę żył”                  | 6:04  |
|    |                             |       |
|    |                             | 50:24 |
|    |                             |       |
Słowa i muzyka – Wojciech Waglewski, z wyjątkiem „Pusz się” Witkacy

## Muzycy
- Voo Voo
  - Wojciech Waglewski – gitara, gitara basowa, śpiew
  - Mateusz Pospieszalski – saksofon, okaryna
  - Piotr Żyżelewicz – perkusja, instrumenty perkusyjne
- Gościnnie
  - Kasia Nosowska – śpiew („Wzgórze”)
  - Mamadou Diouf – śpiew („Dwa w jednym”)
  - „Ziut” Gralak – trąbka
  - DJ M.A.D. – skrecze

## Single
- „Cudnie”
- „Wzgórze”